# 평안북도
평안북도(平安北道)는 조선민주주의인민공화국 서북부에 있는 도이다. 서쪽으로 황해에 접하며, 동쪽으로는 자강도, 남쪽으로는 평안남도와 인접하고, 북쪽으로는 압록강을 경계로 중국과 국경을 이룬다. 평안북도청 소재지는 신의주시이고, 행정구역은 3시 21군이다. 인민위원장은 최종건, 당 책임비서는 리만건이다.

## 지리
조선민주주의인민공화국의 서북쪽 끝에 있으며, 도의 최서단 지역 비단섬 일대는 조선민주주의인민공화국의 서쪽 끝이며, 해안은 리아스식 해안을 이루며, 앞바다에 신미도(身彌島)와, 가도(椵島) 및, 탄도(炭島)와, 대화도(大和島) 등의 많은 섬이있다. 또한 압록강과, 청천강 및, 대령강(大寧江)과, 삼교천(三橋川) 등의 하천이 흐른다.
건조한 대륙성 기후이기에, 여름과 겨울의 최저-최고 기온의 차이가 많이 난다. 여름에는 영상 38도를 기록할 정도로 더우며, 겨울에는 영하 40도 전후를 오간다. 특히 겨울철이 아주 매서우며, 함경북도(현 북한 행정구역 상 함경, 량강) 다음으로 가장 추운 도이다. 겨울철 평균때보다 기온이 낮을 때에는 압록강에 얼음층이 형성, 한랭성 수증기가 나타나는 현상이 종종 발생되는가 하면, 신도군과 철산군과 곽산군 등 평북해안 서한만에는 때때로 얼음층이 형성된다.

## 역사

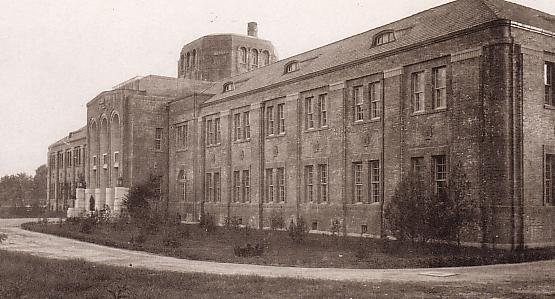
일제강점기 평안북도청

1896년 평안도가 남북으로 나뉘어 평안북도가 되었다.
1949년 1월 강계군, 자성군, 후창군, 위원군, 초산군, 희천군이 자강도로 분리되어 나갔다. 1952년에는 행정구역이 개편되어 11개 군(피현, 동림, 우시, 북진, 구장, 향산, 청성, 대관, 동창, 천마, 운전군)이 신설되었다. 1954년에 북진군은 운산군에 흡수되고, 우시군은 자강도로 편입되었으며, 광성군이 분리되었다. 그러나 몇 년 후에 광성군은 신의주시에 통합되었고 청성군은 삭주군에 통합되었다. 1967년에 구성군을 구성시로 개편하였으며 이어 신도군이 룡천군에서 분리되었으나, 신도군은 얼마 후 폐지되었다.
1988년 7월에 신도군이 다시 룡천군으로부터 분리되었으며, 1994년에는 정주군을 정주시로 개편하였다.
평안북도에서는 고려말에 만들어진 것으로 추정되는 석굴암 유적이 발굴되었다.

## 행정 구역

### 시
- 신의주시(新義州市)
- 구성시(龜城市)
- 정주시(定州市)

### 군
- 구장군(球場郡)
- 곽산군(郭山郡)
- 녕변군(寧邊郡)
- 동림군(東林郡)
- 동창군(東倉郡)
- 대관군(大館郡)
- 룡천군(龍川郡)
- 박천군(博川郡)
- 벽동군(碧潼郡)
- 삭주군(朔州郡)
- 선천군(宣川郡)
- 신도군(薪島郡)
- 창성군(昌城郡)
- 천마군(天摩郡)
- 철산군(鐵山郡)
- 태천군(泰川郡)
- 피현군(被峴郡)
- 염주군(鹽州郡)
- 운산군(雲山郡)
- 운전군(雲田郡)
- 의주군(義州郡)

### 없어진 행정구역
- 만년군 (고려시대에 구성시지역에 있었던 군)
- 북진군 (운산군의 일부지역)
- 안흥군 (1014년에 페지된 룡천군의 옛 이름)
- 청성군 (삭주군, 의주군의 일부지역)
- 강계군 (현재 자강도의 대부분)
- 희천군 (현재 자강도의 대부분)
- 향산군 (2000년이후 자강도에 편입)

## 관광지
- 관서팔경 (關西八景)
  - 선천군의 동림폭포
  - 녕변군의 약산동대
  - 의주군의 통군정
- 룡문동굴 : 구장군에 위치한 동굴이다.
- 구성남문 : 구성시에 위치해 있다.
- 금광사 : 금강사로 불리기도 한다.
- 비단섬과 마안도 : 한반도의 극서에 해당하는 섬들이다.
- 수풍호 : 북한 최대의 인공호수

## 특산물

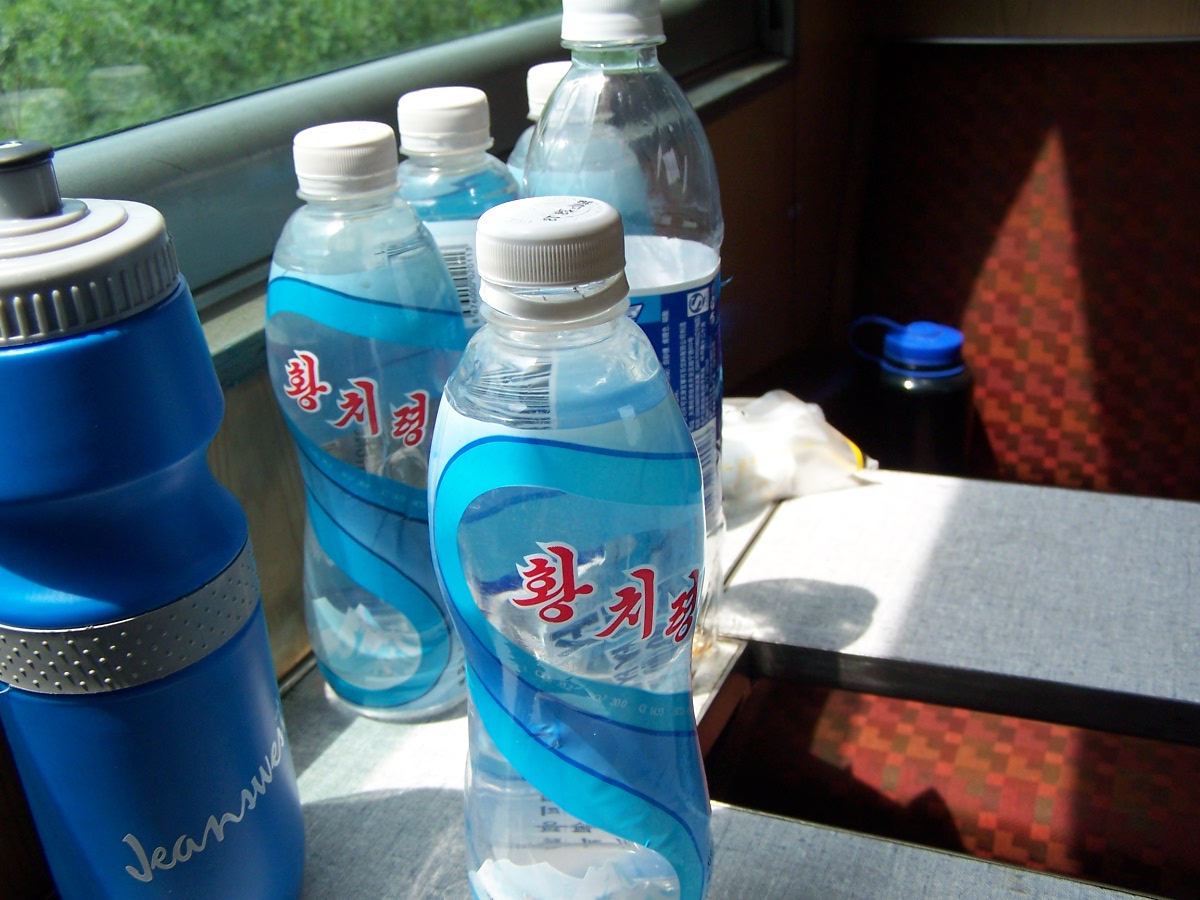
황치령샘물

이곳에선 황치령샘물이라는 물이 유명하다. 황치령샘물은 백마산의 황치령에서 나오는 샘물이다. 20종의 광물질을 포함하고 있다.

## 교육

### 대학교
- 신의주의과대학
- 신의주농업대학
- 신의주공원대학
- 선천교원대학
- 핵물리대학

## 교통

### 철도
평안북도의 철도 노선으로는 평의선, 평북선, 만포선 등이 있다.
평의선은 분단 이전의 경의선에서 평양~신의주 구간을 따로 분리해서 부르는 명칭으로, 경부선(평양~개성 간 평부선 구간 포함)과 연결되어 한반도를 종단하는 간선철도이며, 신의주에서는 중화인민공화국의 단둥(丹東)과 조중우의교를 통해 연결된다. 평북선은 정주에서 분기하여 청수와 연결되며 수풍댐과 함께 이 지방 공업발전에 큰 역할을 한다. 만포선은 경의선의 서포에서 분기하여 만포까지 도달하며, 임산자원을 개발하는 산업철도로서 만주지방과는 집안(集安)과 연결된다. 기타 지선으로 맹중리에서 박천으로 연결되는 박천선, 신의주에서 다사도까지의 다사도선 등이 있다.

### 도로
도로는 의주가도와 철도선이 병주(竝走)하는 외에 도내 각 군과 인접도를 연결하는 지선도로가 있다. 도로의 총연장은 3,431km로서, 고원지방을 제외하고는 교통이 편리하다.

### 수운
수운(水運)은 하천 동결기간인 10월말에서 3월초까지를 제외하고 압록강은 혜산까지 배의 운행이 가능하며, 청천강은 수량이 적어 하구에서 40km까지 배가 드나들 수 있다.
해상교통은 수심이 얕고 간석지가 넓어 좋은 항구는 없고, 압록강 하구에 있는 용암포를 이용하여 남포 또는 기타 지역과 연락된다.